# Fußball in Dänemark
Fußball ist in Dänemark, wenn man die Gesamtzahl der Spieler als Maßstab nimmt, die beliebteste Sportart. Laut dem dänischen Außenministerium sollen ca. 290.000 der Einwohner Dänemarks, aus allen Altersklassen, in einem Fußballverein aktiv sein.

## Dänischer Verband

Logo der DBU

Der dänische Fußballverband wurde 1889 gegründet. Er ist somit einer der ältesten Fußballverbände weltweit und war Gründungsmitglied der FIFA 1904 sowie der UEFA 1954. 
Der Verband ist für die Organisation des dänischen Fußballsystems und den nationalen Pokal der Männer sowie alle dänischen Frauenfußballwettbewerbe verantwortlich. Des Weiteren organisiert der Verband die Spiele der Frauen-Nationalmannschaft, aller Jugendnationalmannschaften (U17, U19, U21) sowie der dänischen Fußballnationalmannschaft. 

## Nationalmannschaft

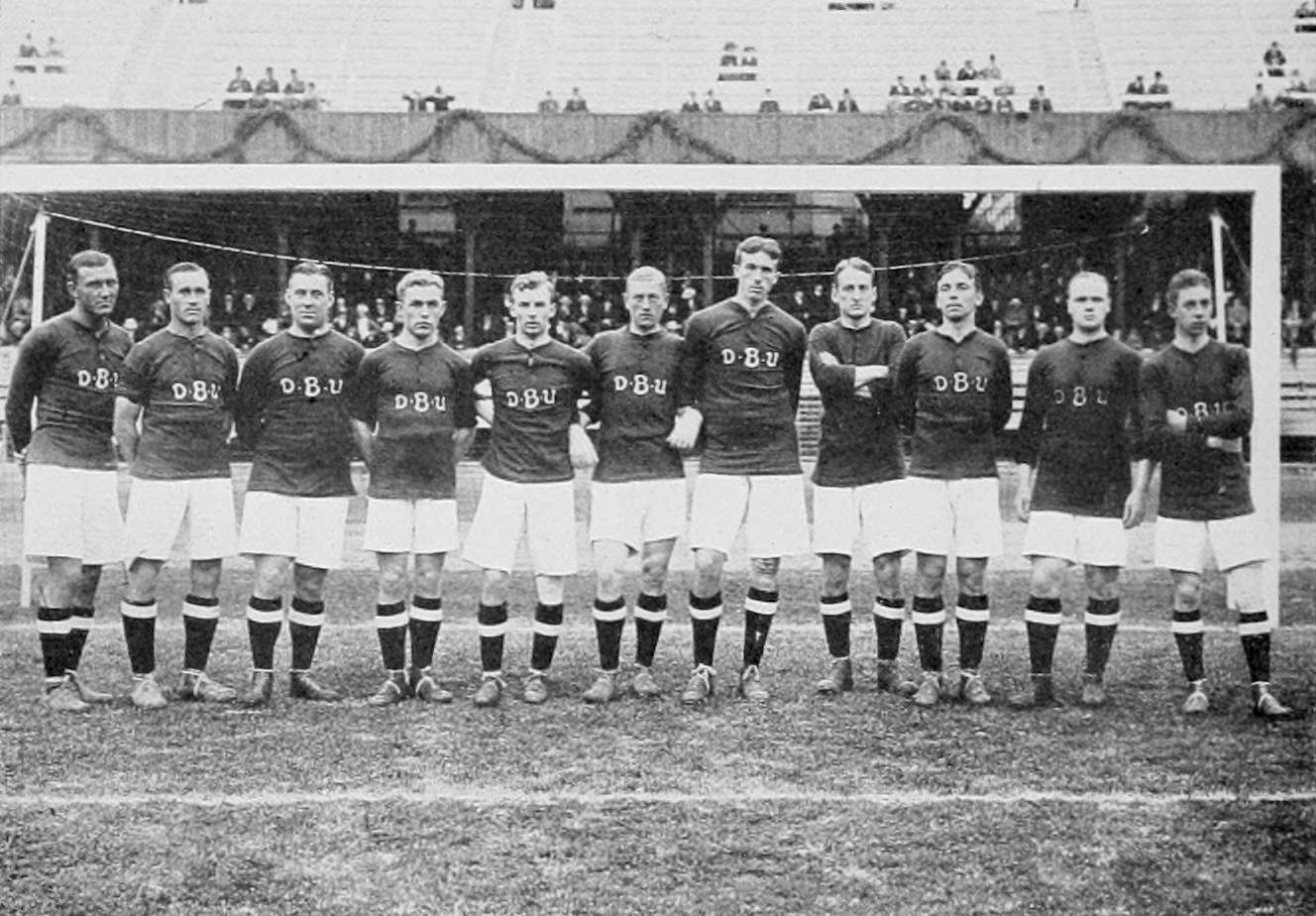
Die dänische Mannschaft bei den Olympischen Spielen 1912

Das erste Länderspiel bestritt die Mannschaft Dänemarks gegen Frankreich bei den Olympischen Spielen 1908 in London und gewann das Spiel mit 9:0.
Insbesondere wegen der Erfolge bei den Olympischen Spielen 1948 und 1960 wehrte sich der dänische Fußballverband lange gegen Einsatz von Profispielern in der Nationalmannschaft. 1969 folgte die erste Lockerung der Regel, ehe ab 1971 auch Profis in der dänischen Nationalmannschaft spielen durften.

### Teilnahme an Olympischen Spielen
Bei den inoffiziellen Spielen 1906 gewann Dänemark, vertreten durch eine Kopenhagener Stadtauswahl, die Goldmedaille, 1908, 1912 und 1960 Silber sowie 1948 die Bronzemedaille. 1972 wurde noch einmal die Zwischenrunde erreicht. Die dänische A-Nationalmannschaft nahm als eine der wenigen westeuropäischen A-Nationalmannschaften bis in die 1980er Jahre an den Olympischen Spielen bzw. den Qualifikationsspielen dazu teil.
| Jahr | Austragungsort | Ergebnis      | S | U | N | Tore   |
| ---- | -------------- | ------------- | - | - | - | ------ |
| 1906 | Athen          | Sieger        | 2 | 0 | 0 | 14:1 1 |
| 1908 | London         | Zweiter       | 2 | 0 | 1 | 26:3   |
| 1912 | Stockholm      | Zweiter       | 2 | 0 | 1 | 13:5   |
| 1920 | Antwerpen      | Achtelfinale  | 0 | 0 | 1 | 0:1    |
| 1948 | London         | Dritter       | 3 | 0 | 1 | 15:11  |
| 1952 | Helsinki       | Viertelfinale | 2 | 0 | 1 | 7:6    |
| 1960 | Rom            | Zweiter       | 4 | 0 | 1 | 11:7   |
| 1972 | München        | Achtelfinale  | 3 | 1 | 2 | 13:8   |
| 1992 | Barcelona      | Vorrunde      | 0 | 2 | 1 | 1:4    |
| 2016 | Rio de Janeiro | Viertelfinale | 1 | 1 | 2 | 1:6    |

### Teilnahme an Fußball-Weltmeisterschaften
Bei Weltmeisterschaften war Dänemark bisher fünfmal vertreten und erreichte einmal das Viertel- sowie dreimal das Achtelfinale. Mit neun Siegen sowie nur einer Niederlage qualifizierte sich Dänemark für die WM-Endrunde 2022 in Katar.

### Teilnahme an Fußball-Europameisterschaften
Bei Europameisterschaften war die Mannschaft bisher neunmal dabei und holte 1992 in Schweden den Titel. Zudem gewann das Team den König-Fahd-Pokal 1995, einem Vorläufer des FIFA-Konföderationen-Pokals.
| Jahr | Gastgeber                     | Ergebnis      | S | U | N | Tore |
| ---- | ----------------------------- | ------------- | - | - | - | ---- |
| 1964 | Spanien                       | Vierter       | 0 | 0 | 2 | 1:6  |
| 1984 | Frankreich                    | Halbfinale    | 2 | 1 | 1 | 9:4  |
| 1988 | Deutschland                   | Vorrunde      | 0 | 0 | 3 | 2:7  |
| 1992 | Schweden                      | Europameister | 2 | 2 | 1 | 6:4  |
| 1996 | England                       | Vorrunde      | 1 | 1 | 1 | 4:4  |
| 2000 | Belgien und Niederlande       | Vorrunde      | 0 | 0 | 3 | 0:8  |
| 2004 | Portugal                      | Viertelfinale | 1 | 2 | 1 | 4:5  |
| 2012 | Polen und Ukraine             | Vorrunde      | 1 | 0 | 2 | 4:5  |
| 2021 | 11 Städte in Europa und Asien | Halbfinale    | 3 | 0 | 3 | 12:7 |

### Teilnahme an der UEFA Nations League
Bei der erstmaligen Austragung der UEFA Nations League 2018 trat Dänemark in der zweithöchsten Division dieses Wettbewerbs an. Durch den Sieg in der Gruppe B4 vor Wales und Irland wurde der Aufstieg in die Liga A 2021/22 erreicht.
Dort belegte das Team hinter Gruppensieger Belgien den zweiten Platz.
| Jahr    | Gastgeber | Ergebnis           | S | U | N | Tore | Punkte |
| ------- | --------- | ------------------ | - | - | - | ---- | ------ |
| 2018/19 | Europa    | 1. Platz, Liga B ▲ | 2 | 2 | 0 | 4:1  | 8      |
| 2020/21 | Europa    | 2. Platz, Liga A   | 3 | 1 | 2 | 8:7  | 10     |
| 2022/23 | Europa    | 2. Platz, Liga A   | 4 | 0 | 2 | 9:5  | 12     |
| 2024/25 | Europa    | Liga A             |   |   |   |      |        |

## Vereinsfußball
Die obersten vier Ligen ("Danmarksturneringen") im dänischen Ligasystem werden vom Dänischen Fußballverband (DBU) organisiert. Sie werden landesweit in vier Spielklassen mit jeweils zwölf Mannschaften ausgetragen.
| Ebene | Liga | Liga |
| ----- | --- | --- |
| 1     | Superliga 12 Mannschaften Platz 1: Dänischer Meister + UEFA-Champions-League/Play-offs Platz 2: UEFA Champions League/2. Qualifikationsrunde Platz 3: UEFA Europa Conference League/Play-offs Platz 4: UEFA Europa Conference League/2. Qualifikationsrunde Platz 5 und 7: Teilnahme am ligainternen UEFA-Europa-Conference-League-Play-off Platz 11–12: Absteiger | Superliga 12 Mannschaften Platz 1: Dänischer Meister + UEFA-Champions-League/Play-offs Platz 2: UEFA Champions League/2. Qualifikationsrunde Platz 3: UEFA Europa Conference League/Play-offs Platz 4: UEFA Europa Conference League/2. Qualifikationsrunde Platz 5 und 7: Teilnahme am ligainternen UEFA-Europa-Conference-League-Play-off Platz 11–12: Absteiger |
| 2     | 1. Division 12 Mannschaften Platz 1–2: Aufsteiger Platz 11–12: Absteiger | 1. Division 12 Mannschaften Platz 1–2: Aufsteiger Platz 11–12: Absteiger |
| 3     | 2. Division 12 Mannschaften Platz 1–2: Aufsteiger Platz 11–12: Absteiger | |
| 4     | 3. Division 12 Mannschaften Platz 1–2: Aufsteiger Platz 9–12: Absteiger | |

Darunter gliedern sich die Spielklassen ab Stufe 5, der so genannten Danmarksserien, in vier Staffeln, die nach geografischen Gesichtspunkten gebildet werden. Ab Stufe 6 werden die Wettbewerbe von den sechs Regionalverbänden der DBU organisiert.
Seit 1955 wird ein nationaler Pokalwettbewerb, das Landspokalturneringen, ausgetragen. Der Pokalsieger nimmt an der 3. Qualifikationsrunde der Europa Conference League teil. Falls der Pokalsieger für die UEFA Champions League oder bereits über die Platzierung für die UEFA Conference League qualifiziert ist, rückt die nächstbeste Mannschaft aus der Superliga nach. 

## Dänische Vereine in Europa
Dänische Vereine konnten – abgesehen von der Royal League – bisher keinen europäischen Wettbewerb gewinnen. Für die Gruppenphase der UEFA Champions League qualifizierten sich bisher Aalborg BK (1995/96 und 2008/09), Brøndby IF (1998/99), der FC Kopenhagen (2006/07, 2010/11, 2013/14, 2016/17 und 2022/23), der FC Nordsjælland (2012/13) sowie der FC Midtjylland (2020/21).
Das beste Ergebnis einer dänischen Mannschaft auf europäischer Ebene gab es in der Saison 1990/91, als Brøndby IF das Halbfinale des UEFA-Cups erreichte und gegen AS Rom nur knapp (0:0, 1:2) den Finaleinzug verpasste.

## UEFA-Fünfjahreswertung
Platzierung in der UEFA-Fünfjahreswertung:
(in Klammern die Vorjahresplatzierung). Die Kürzel CL, EL und CO hinter den Länderkoeffizienten geben die Anzahl der Vertreter in der Saison 2025/26 der Champions League, der Europa League sowie der Conference League an.
- 14.  (16)  Norwegen (Liga, Pokal) – Koeffizient: 31.625 – CL: 2, EL: 1, CO: 2
- 15.  (20)  Griechenland (Liga, Pokal) – Koeffizient: 31.525 – CL: 2, EL: 1, CO: 2
- 16.  (17)  Dänemark (Liga, Pokal) – Koeffizient: 31.450 – CL: 1, EL: 1, CO: 2
- 17.  (21)  Israel (Liga, Pokal) – Koeffizient: 31.125 – CL: 1, EL: 1, CO: 2
- 18.  (14)  Ukraine (Liga, Pokal) – Koeffizient: 28.000 – CL: 1, EL: 1, CO: 2

Stand: Ende der Europapokalsaison 2023/24